# ブロック取引
ブロック取引（ブロックとりひき、block trade）は、公開市場での立会（個別競争売買）によらず、証券会社を介した私的な相対取引によって、特定の銘柄に関して発行済み株式の1 - 10%程度におよぶ大量の株を一度に売買すること。大口投資家にとっては、マーケットインパクトを抑えながら短時間で大口取引を終えられる利点がある。多くの証券会社は、機関投資家向けに「ブロック取引」サービスを提供している。米国とカナダにおいて、ブロック取引は一銘柄あたり少なくとも1万株の株式か、あるいは10万ドル相当の債券が対象となるとされるが、実際にはそれよりはるかに多いケースが多い。
例えばある銘柄の株を大量に保有する株主がそれを全て売却したい場合、多量の売り注文として市場に出すと株価が急落しマーケットインパクトを引き起こす可能性がある。市場で売買する代わりに、投資銀行や証券会社を通じて市場立会外で取引を行えば、売り手は下落による損失を抑えた売却価額が得られ、買手は相場より割安で買える機会を得られる。